# 内友会
内友会（ないゆうかい）とは旧内務省出身者による自由民主党所属の国会議員による会合のこと。

## 概要
片岡清一（1935年内務省入省）によると、戦後に内務官僚議員がまだ一度も首相になっていないことを憂い、三枝三郎（1940年内務省入省）や湯川宏（1941年内務省入省）ら衆議院議員と相談して、中曽根康弘（1941年内務省入省）を首相に就かせることを実現しようと自民党所属の内務官僚の政治家を呼び掛けたのが始まりである。
初会合は1981年5月5日で、町村金五（1924年内務省入省）が自治大臣を経験したことにより勲一等旭日大綬章を前年11月3日に受勲していたので、お祝いを兼ねて内務官僚議員が集まった際に、内務官僚出身首相実現を目指す会合を開くこととし、初代会長に内務省人事課長だった町村が就任することとなった。片岡によると、内務官僚出身首相が実現できそうなのは中曽根しかいないが、「内務官僚は知事を目指す志向があったことから一匹狼が多く、権勢や財界に頭を下げることを潔しとしないものが多い」「中曽根は先輩たちよりずっと前に政界（1947年衆院選初当選）に入っていたこともあり、内務省時代の先輩を君づけで呼ぶこともあって、内務省の先輩たちから評判がよくなかった」とし、中曽根に対して「それでは総理になれない。頭が高すぎるから少しは先輩に挨拶して、人心収攬術を心得るようにしろ。」として、中曽根の人間教育も兼ねていたという。
「内友会」は春と秋に年2回ずつ会を開くことになった。この内務官僚出身議員たちの結束による陰の支援もあって、1982年11月24日に行われた自民党総裁選で勝利して同月27日に中曽根は首相となった。また中曽根政権の長期政権化もこの内務官僚出身議員たちの結束で支援した。中曽根内閣では内務省官僚出身議員が閣僚に多く登用された。
「内友会」は中曽根内閣の誕生や存続において注目されるが、1987年11月6日に中曽根内閣が円満退陣して以降の動向は不明である。新聞報道として一番新しい「内友会」の会合として確認できるのは、1987年6月2日に開かれて中曽根首相が出席した「内友会」である。

## 所属議員一覧
| 入省年   | 氏名       | 衆 参   | 選挙区            | 当選 回数               | 最終官職                     | 派閥            |
| -------- | ---------- | ------- | ----------------- | ----------------------- | ---------------------------- | --------------- |
| 1924年   | 町村金五   | 参      | 全国区            | 衆4期参2期→引退         | 警視総監                     | 福田            |
| 1924年   | 灘尾弘吉   | 衆      | 広島1区           | 衆12期→引退             | 内務次官                     | 無派閥          |
| 1925年   | 古井喜実   | 衆      | 鳥取全県区        | 衆11期→引退             | 内務次官                     | 三木・松村→松村 |
| 1927年   | 金井元彦   | 参      | 兵庫県            | 参2期→引退              | 内務省警保局検閲課長         | 田中            |
| 1932年   | 石破二朗   | 参      | 鳥取県            | 参2期→死去              | 建設事務次官                 | 田中            |
| 1933年   | 斎藤邦吉   | 衆      | 福島3区           | 衆9期→衆11期            | 労働事務次官                 | 鈴木→宮沢       |
| 1934年   | 古屋亨     | 衆      | 岐阜2区           | 衆6期→衆8期             | 総理府総務副長官             | 福田→安倍       |
| 1935年   | 片岡清一   | 衆      | 富山2区           | 衆4期→衆6期             | 警察庁東北管区警察局長       | 中曽根          |
| 1936年   | 原文兵衛   | 参      | 東京都            | 参2期→参3期             | 警視総監                     | 福田→安倍       |
| 1936年   | 山内一郎   | 参      | 福井県            | 参3期→参4期             | 建設事務次官                 | 鈴木→宮沢       |
| 1936年   | 山本幸雄   | 衆      | 三重1区           | 衆5期→衆7期             | 建設事務次官                 | 田中→竹下       |
| 1937年   | 友納武人   | 衆      | 千葉4区           | 衆2期→衆4期             | 厚生省健保課長               | 福田→安倍       |
| 1938年   | 上田稔     | 参      | 京都府            | 参4期→引退              | 建設省近畿圏整備本部次長     | 田中            |
| 1938年   | 奥野誠亮   | 衆      | 奈良全県区        | 衆7期→衆9期             | 自治事務次官                 | 無派閥          |
| 1938年   | 金丸三郎   | 参      | 鹿児島            | 参1期→参2期             | 自治事務次官                 | 福田            |
| 1939年   | 後藤田正晴 | 衆      | 徳島全県区        | 衆3期→衆5期             | 警察庁長官                   | 田中→無派閥     |
| 1939年   | 宮崎茂一   | 衆      | 鹿児島1区         | 衆4期→衆6期             | 運輸省港湾局長               | 鈴木→宮沢       |
| 1940年   | 三治重信   | 参      | 愛知県            | 参2期→参3期             | 労働事務次官                 | 民社            |
| 1940年   | 渋谷直蔵   | 衆      | 福島2区           | 衆8期→衆9期→死去        | 労働省労働基準局長           | 河本            |
| 1940年   | 秦野章     | 参      | 神奈川            | 参2期→引退              | 警視総監                     | 無派閥          |
| 1940年   | 三枝三郎   | 衆      | 北海道4区         | 衆4期→引退              | 北海道副知事                 | 福田            |
| 1941年前 | 小沢辰男   | 衆      | 新潟1区           | 衆8期→衆10期            | 厚生省健保課長               | 田中→無派閥     |
| 1941年   | 大村襄治   | 衆      | 岡山1区           | 衆6期→衆8期             | 自治省財政局長               | 田中→竹下       |
| 1941年   | 上條勝久   | 参      | 宮崎県            | 参2期→非議員            | 建設大学校校長               | 鈴木            |
| 1941年   | 坂野重信   | 参      | 全国区 →鳥取県    | 参2期→参3期             | 建設事務次官                 | 田中→竹下       |
| 1941年   | 中曽根康弘 | 衆      | 群馬3区           | 衆13期→15期             | 警視庁監察官                 | 中曽根          |
| 1941年   | 湯川宏     | 衆      | 大阪1区           | 衆3期→衆5期→死去        | 大阪府企業局長               | 中曽根          |
| 1941年後 | 有馬元治   | 衆      | 鹿児島2区         | 衆4期→衆6期             | 労働事務次官                 | 田中→二階堂     |
| 1942年   | 降矢敬義   | 参      | 山形県            | 参1期→参2期             | 自治事務次官                 | 福田→安倍       |
| 1943年   | 加藤武徳   | 参      | 岡山県            | 参4期→参5期             | 岡山県商工課長               | 福田→安倍       |
| 1943年   | 住栄作     | 衆      | 富山1区           | 衆4期→衆6期→死去        | 労働省職業安定局長           | 鈴木            |
| 1943年   | 辻英雄     | 衆      | 福岡1区           | 衆3期→衆4期→引退        | 労働省官房長                 | 河本            |
| 1943年   | 宮沢弘     | 参      | 広島県            | 非議員→参2期            | 自治事務次官                 | 鈴木→宮沢       |
| 1943年   | 海江田鶴造 | 参      | 比例区            | 非議員→参1期            | 警察庁近畿管区警察局長       | 田中→無派閥     |
| 1944年   | 戸沢政方   | 衆      | 神奈川3区         | 衆3期→衆4期             | 厚生事務次官                 | 鈴木→宮沢       |
| 1945年   | 古賀雷四郎 | 参      | 全国区 →比例区    | 参1期→参2期             | 建設省技監                   | 田中→竹下       |
| 1946年   | 中村啓一   | 参      | 北海道            | 参1期→引退              | 北海道副知事                 | 福田            |
| 1946年   | 増岡康治   | 参      | 全国区 →比例区    | 参1期→参2期             | 建設省河川局長               | 田中→竹下       |
| 1947年前 | 沢田一精   | 参      | 熊本県            | 非議員→参1期            | 建設省九州地方建設局総務部長 | 中曽根          |
| 1947年前 | 松浦功     | 参      | 全国区            | 参1期→参2期             | 自治事務次官                 | 田中→竹下       |
| 1947年後 | 遠藤政夫   | 参      | 福岡県            | 参1期→参2期             | 労働省職業安定局長           | 鈴木            |
| 建設省   |            |         |                   |                         |                              |                 |
| 1948年   | 井上孝     | 参      | 全国区 →比例区    | 参1期→参2期             | 建設事務次官                 | 田中→竹下       |
| 1949年   | 今井勇     | 衆      | 愛媛3区           | 衆4期→衆6期             | 四国地方建設局長             | 鈴木→宮沢       |
| 1949年   | 田原隆     | 衆      | 大分2区           | 衆2期→衆4期             | 建設省九州地方建設局長       | 田中→竹下       |
| 1953年   | 野呂田芳成 | 参 ↓ 衆 | 秋田県 ↓ 秋田1区  | 参1期→衆2期参1期        | 建設省文書課長               | 田中→竹下       |
| 1964年   | 前田武志   | 衆      | 奈良全県区        | 非議員→衆1期            | シドニー駐在領事             | 竹下            |
| 自治省   |            |         |                   |                         |                              |                 |
| 1948年   | 森清       | 衆      | 愛媛2区           | 衆2期→衆4期             | 消防大学校校長               | 福田→安倍       |
| 1949年   | 村田敬次郎 | 衆      | 愛知5区           | 衆5期→衆7期             | 自治大学校研究部長           | 福田→安倍       |
| 1949年   | 出口広光   | 参      | 秋田県            | 非議員→参1期            | 秋田県出納長                 | 無所属          |
| 1951年   | 佐々木満   | 参      | 秋田県            | 参1期→参2期             | 秋田県企画調整課長           | 無所属          |
| 1962年   | 武村正義   | 衆      | 滋賀全県区        | 非議員→衆1期            | 自治省官房調査官             | 安倍→三塚       |
| 労働省   |            |         |                   |                         |                              |                 |
| 1949年   | 大坪健一郎 | 参 ↓ 衆 | 佐賀 ↓ 佐賀全県区 | 衆2期参1期 ↓ 衆3期参2期 | 労働省統計情報部長           | 鈴木→宮沢       |
| 1950年   | 塩田晋     | 衆      | 兵庫3区           | 衆2期→衆3期             | 公正取引委員会事務局次長     | 民社            |
| 1950年   | 森山真弓   | 参      | 栃木県            | 参1期→参2期             | 労働省婦人少年局長           | 河本            |
| 厚生省   |            |         |                   |                         |                              |                 |
| 1948年   | 曽根田郁夫 | 参      | 茨城県            | 非議員→参1期            | 厚生事務次官                 | 鈴木→宮沢       |
| 警察庁   |            |         |                   |                         |                              |                 |
| 1962年   | 亀井静香   | 衆      | 広島3区           | 衆2期→衆4期             | 警察庁官房調査官             | 福田→安倍       |

※ 期間は初会合が行われた1981年5月5日から第3次中曽根内閣が総辞職した1987年11月6日まで。